# Physcaeneura johnstoni
Physcaeneura johnstoni är en fjärilsart som beskrevs av Butler 1893. Physcaeneura johnstoni ingår i släktet Physcaeneura och familjen praktfjärilar. Inga underarter finns listade i Catalogue of Life.